# Dincolo de orizont
Dincolo de orizont este un film românesc din 1978 regizat de Ștefan Traian Roman. Rolurile principale au fost interpretate de actorii Ilarion Ciobanu, Ilinca Tomoroveanu, Traian Stănescu.

## Distribuție
Distribuția filmului este alcătuită din:
- Ilinca Tomoroveanu — Zenobia
- Traian Stănescu — Primarul
- Alexandru Virgil Platon — Oacă
- Maria Gligor — Reveica
- Ilarion Ciobanu — Tudose Volintiru
- Gilda Marinescu — Rădița
- Ileana Ceterchi — Fata veselă
- Vasile Muraru — Tomică
- Emanoil Petruț — Colibaba
- Constantin Rauțchi — Calistru
- Ștefan Velniciuc
- Jana Gorea — O țărancă
- Dan Tufaru — Bedreagă
- Ion Roxin — Lică
- Szabolcs (Szobi) Cseh — Tatăl lui Tomică
- Florina Cercel — Florica
- Alexandru Lungu — Cavalerul
- Mitică Iancu — Mitică
- Mihai Mălaimare — Manolache